# 炎環
『炎環』（えんかん）は、永井路子の歴史小説で、直木賞受賞作。
鎌倉幕府創成期の前後を、4人の人物を通して描いた作品。初版は1964年刊。

## 作品解説
源頼朝の伊豆挙兵を頭にして、鎌倉幕府の成立を軸に、連作短編の形を採っている。「悪禅師」では阿野全成（頼朝の弟）、「黒雪賦」では梶原景時、「いもうと」では北条保子（北条政子の妹、全成の妻）、「覇樹」では北条義時をそれぞれ主人公としている。
作者は、本作が長編でも独立した短編でもないとしており、ひしめき合い傷つけ合う人物たちがやがて歴史を作っていく流れを、鎌倉武士の中に見出した作品である。
第52回直木賞を受賞。NHK大河ドラマ『草燃える』の原作の一つにもなった。
また、源実朝暗殺事件の黒幕を三浦義村として描いたが、「義村黒幕説」はその後歴史学界にも影響を与えた。

## 初出・書誌
『近代説話』での掲載作品に、書き下ろしを加え、光風社で初版刊行された。
初出
- 「悪禅師」（『近代説話』9号）
- 「黒雪賦」（『近代説話』10号）
- 「いもうと」（『近代説話』11号）
- 「覇樹」（書き下ろし）

書誌
- 『炎環』（1964年10月、光風社）
- 『炎環』（1965年8月、講談社〈ロマン・ブックス〉）
- 『炎環』（1978年10月、文藝春秋〈文春文庫〉 ISBN 978-4-16-720003-9）
- 『永井路子歴史小説全集　第8巻』収録（1995年5月、中央公論社 ISBN 978-4-12-403268-0）